# Hostětín
Hostětín je obec ve Zlínském kraji, součást okresu Uherské Hradiště. Žije zde 214 obyvatel. Leží na úpatí hraničního hřebene Bílých Karpat, necelých 5 km jižně od Slavičína, na silnici směřující z Bojkovic do Bylnice.
Obec je známá a specifická řadou environmentálních projektů, které obec a spřízněné organizace (Ekologický institut Veronica, Tradice Bílých Karpat) uskutečňují od 90. let 20. století.

## Historie
První písemná zmínka o obci pochází z roku 1412.

## Přírodní podmínky
Hostětínem protéká potok Kolelač, který je přítokem údolní nádrže Bojkovice, sloužící jako zdroj pitné vody. Celé území obce náleží do Chráněné krajinné oblasti Bílé Karpaty.

## Dopravní spojení
V Hostětíně je zastávka na železniční trati Brno – Trenčianska Teplá.

## Udržitelný rozvoj

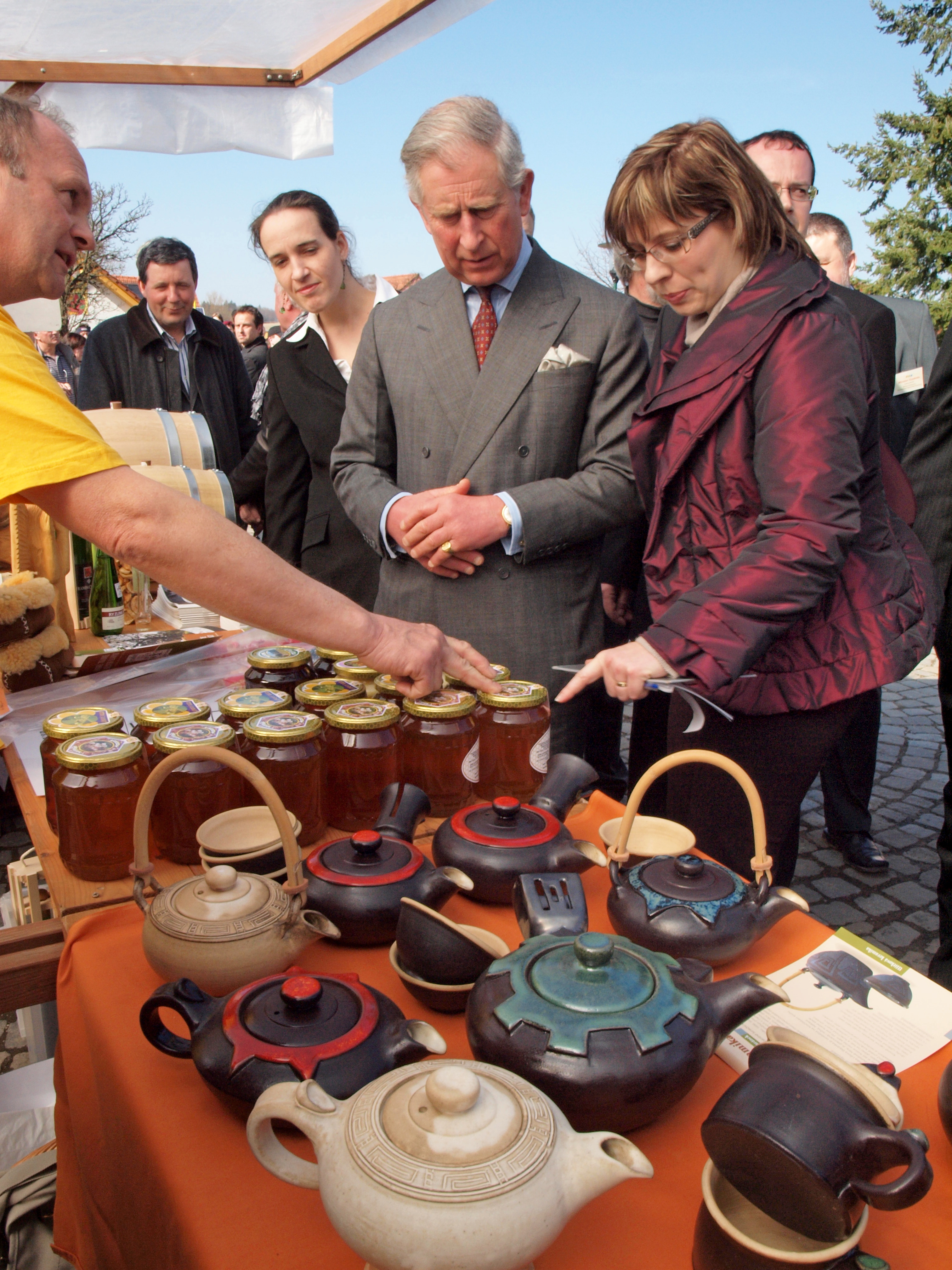
Prince Charles na návsi v Hostětíně

Specifikem obce je řada environmentálních projektů, které obec a spřízněné organizace uskutečnily od roku 1995, například obecní výtopna na biomasu, moštárna s ekologickou produkcí, kořenová čistírna odpadních vod, solární panely, šetrné pouliční osvětlení, pasivní dům – vzdělávací středisko, kompostovací toaleta, zelené střechy. Z tohoto důvodu obec 22. března 2010 navštívil britský princ Charles (od roku 2022 znám jako Karel III.). V roce 2015 si prohlédl Hostětín při příležitosti oslavy Dne Země velvyslanec Spojených států amerických v České republice Andrew Schapiro.

### Ocenění
Za svůj přístup k využívání obnovitelných zdrojů energie obec získala již několik ocenění. Obec Hostětín je národním držitelem ceny Energy Globe v letech 2020 a 2007. V roce 2009 získala obec Českou solární cenu, o tři roky později získal Hostětín spolu s dalšími 19 evropskými obcemi a regiony mezinárodní ocenění Climate Star 2012. V roce 2009 se obec Hostětín stala držitelem Zelené stuhy v krajském kole soutěže Vesnice roku. V červnu 2023 se Hostětín stal vítězem prvního ročníku soutěže Zelená obec roku v kategorii obcí do 1 000 obyvatel.

## Galerie

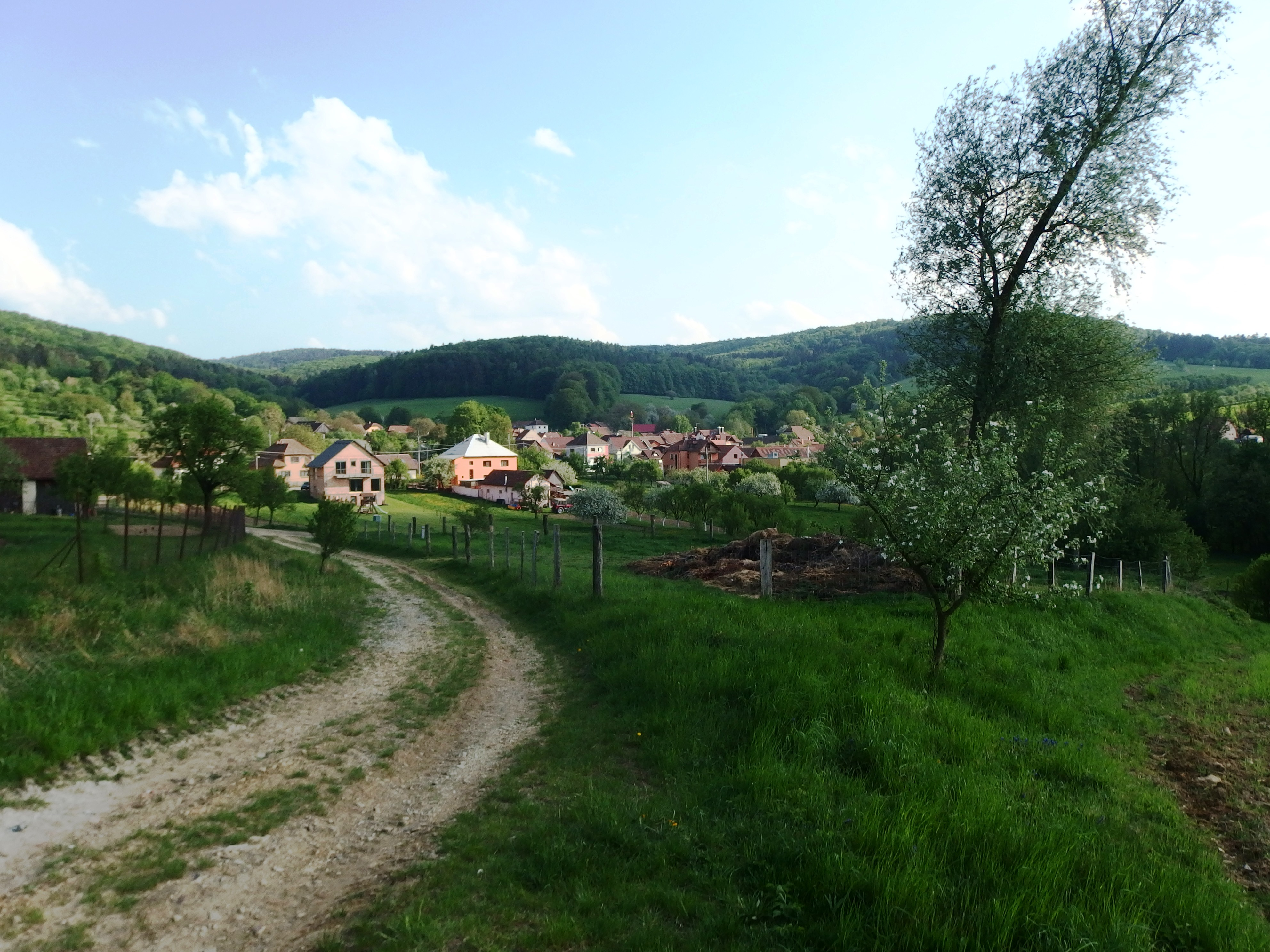
Pohled na obec z Lepek
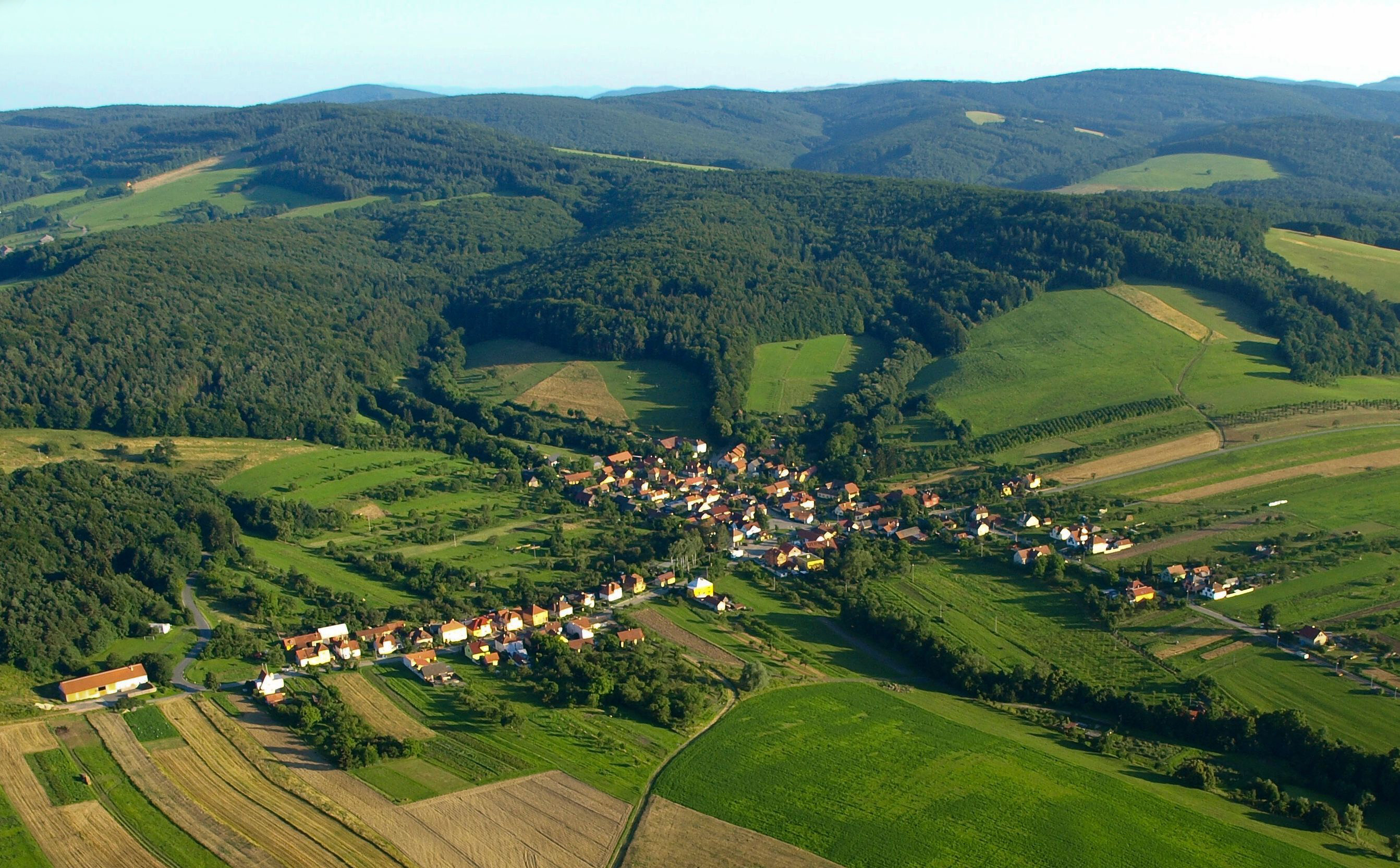
Letecký pohled
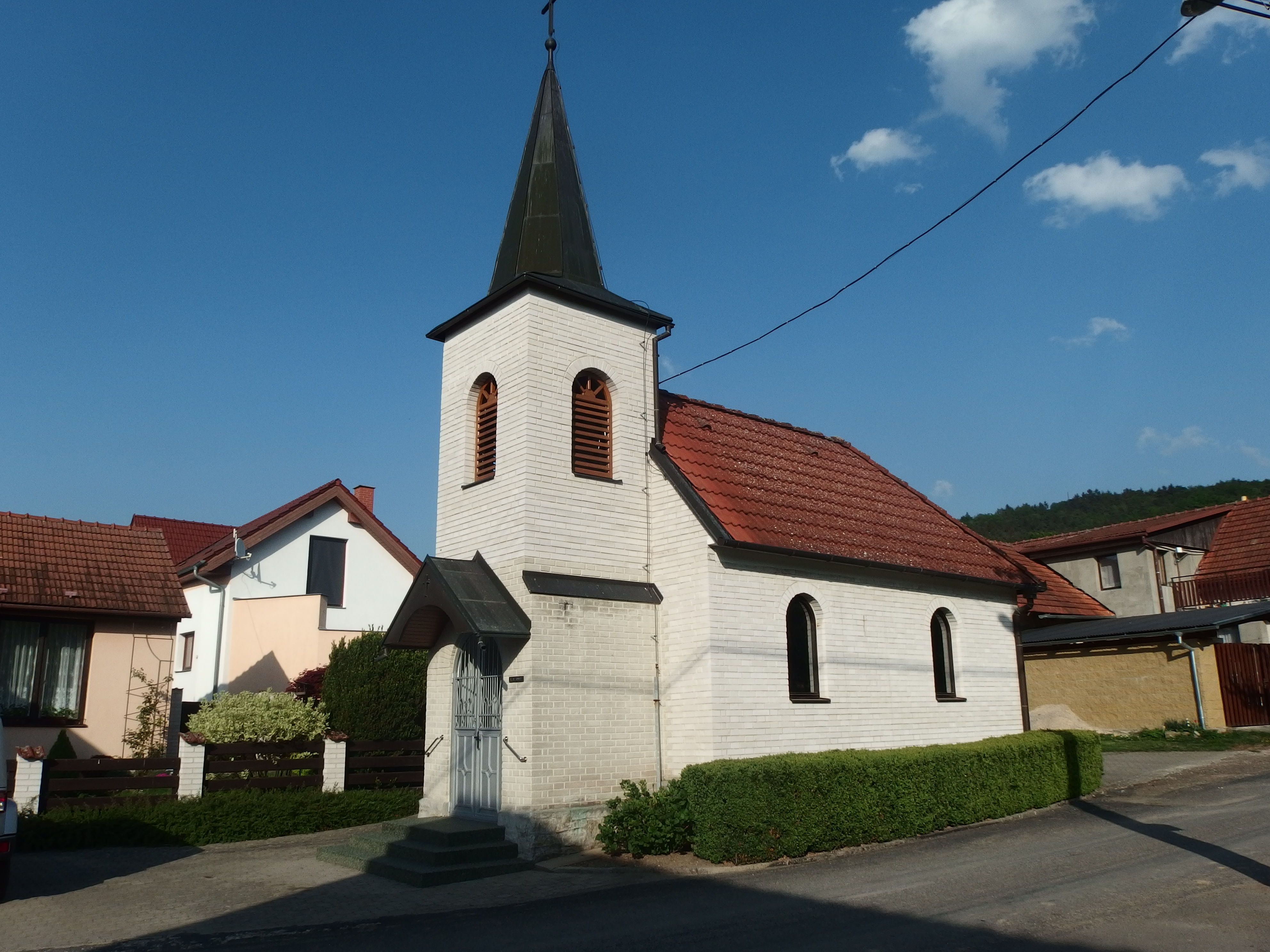
Kaple
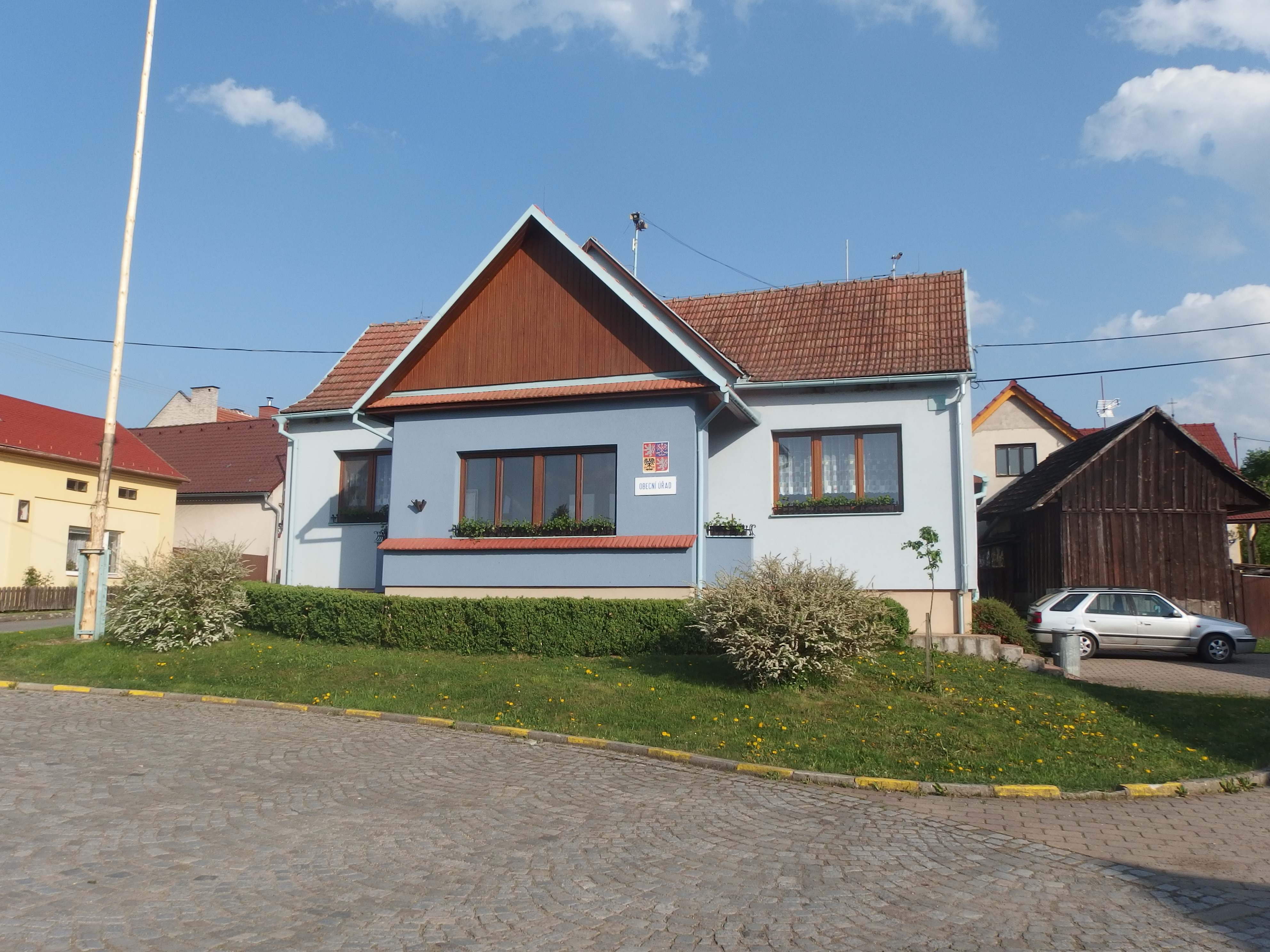
Obecní úřad
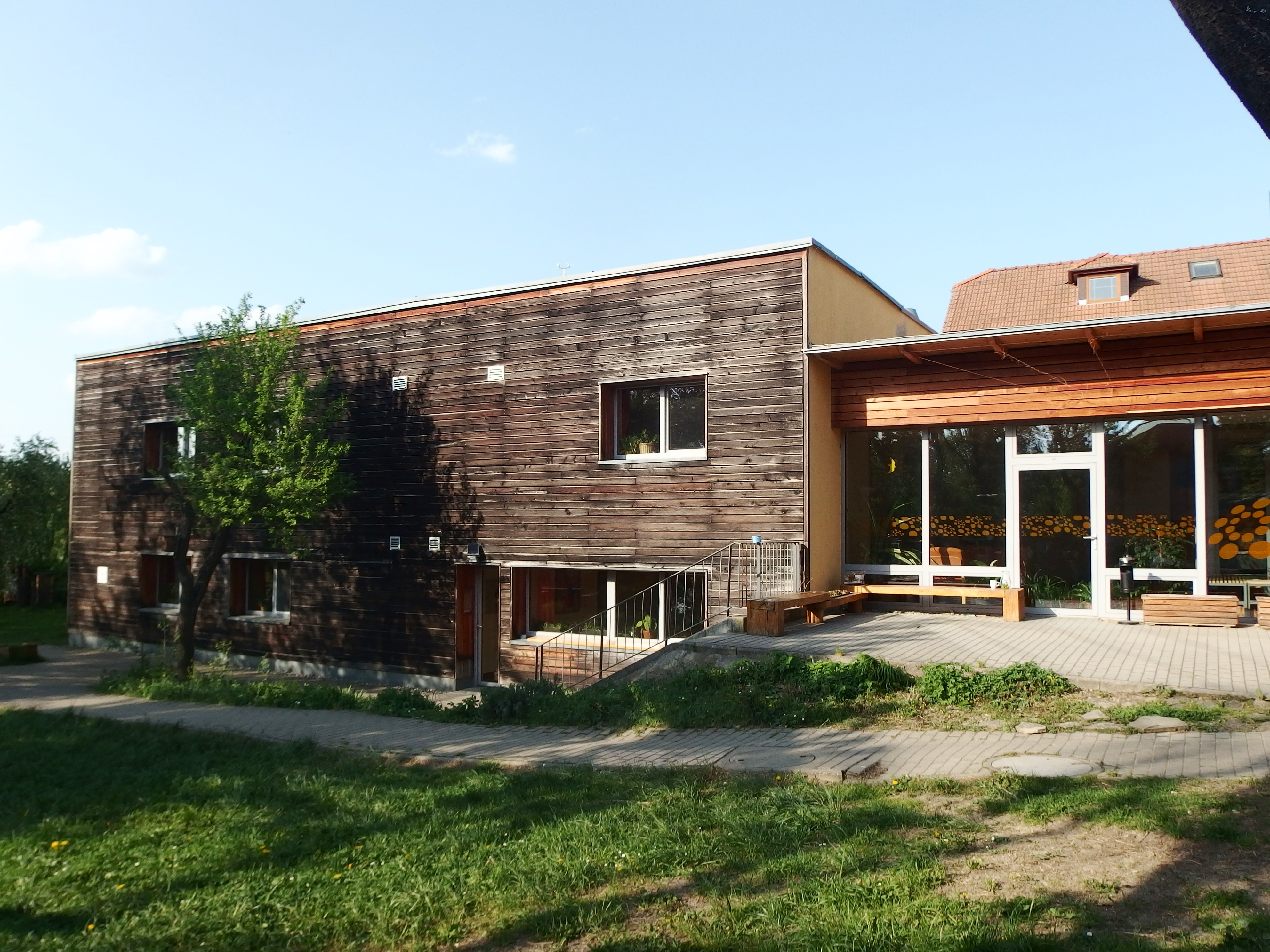
Pasivní dům, Environmentální Centrum Veronica
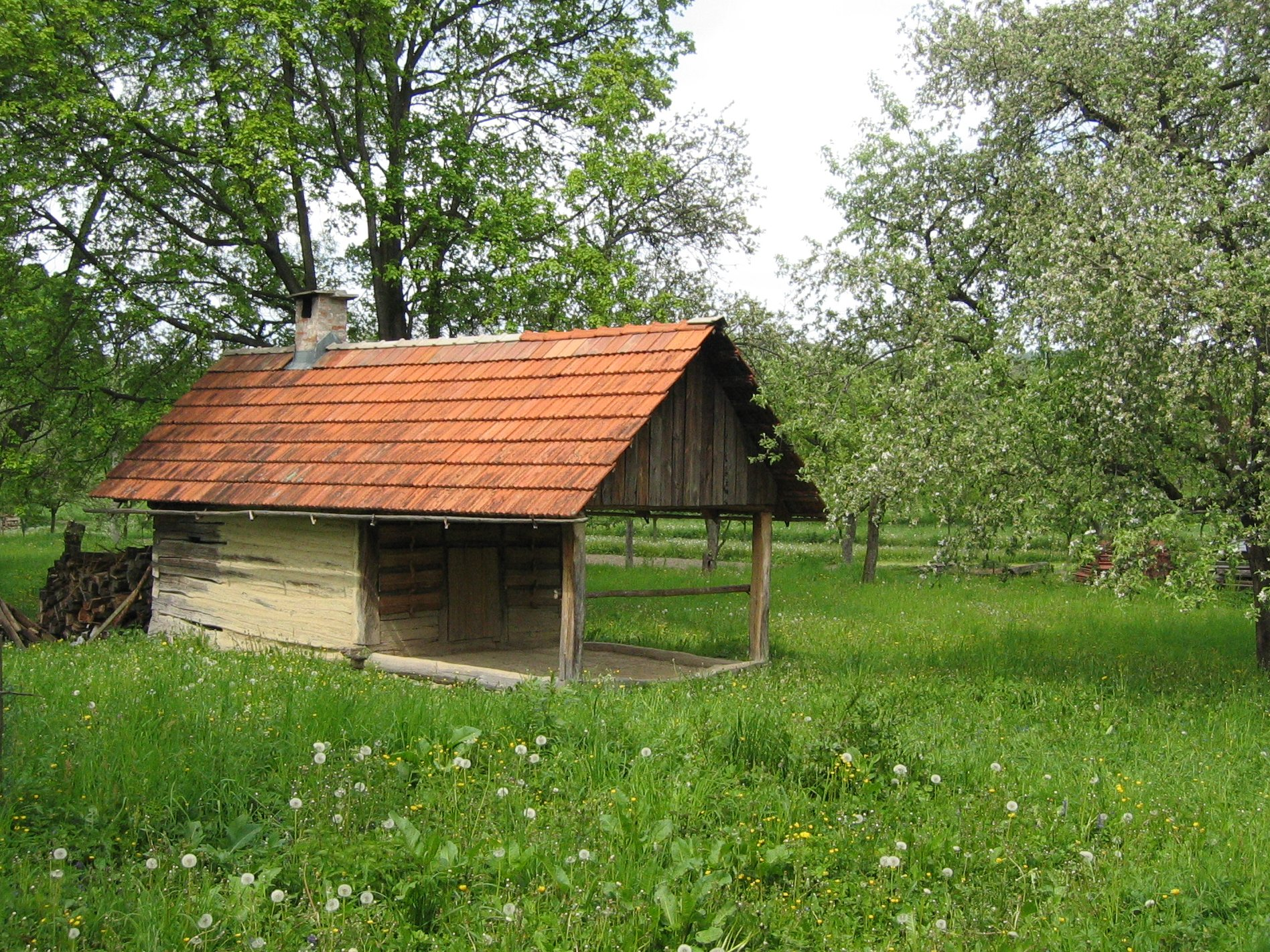
Chmelova sušírna ovoce
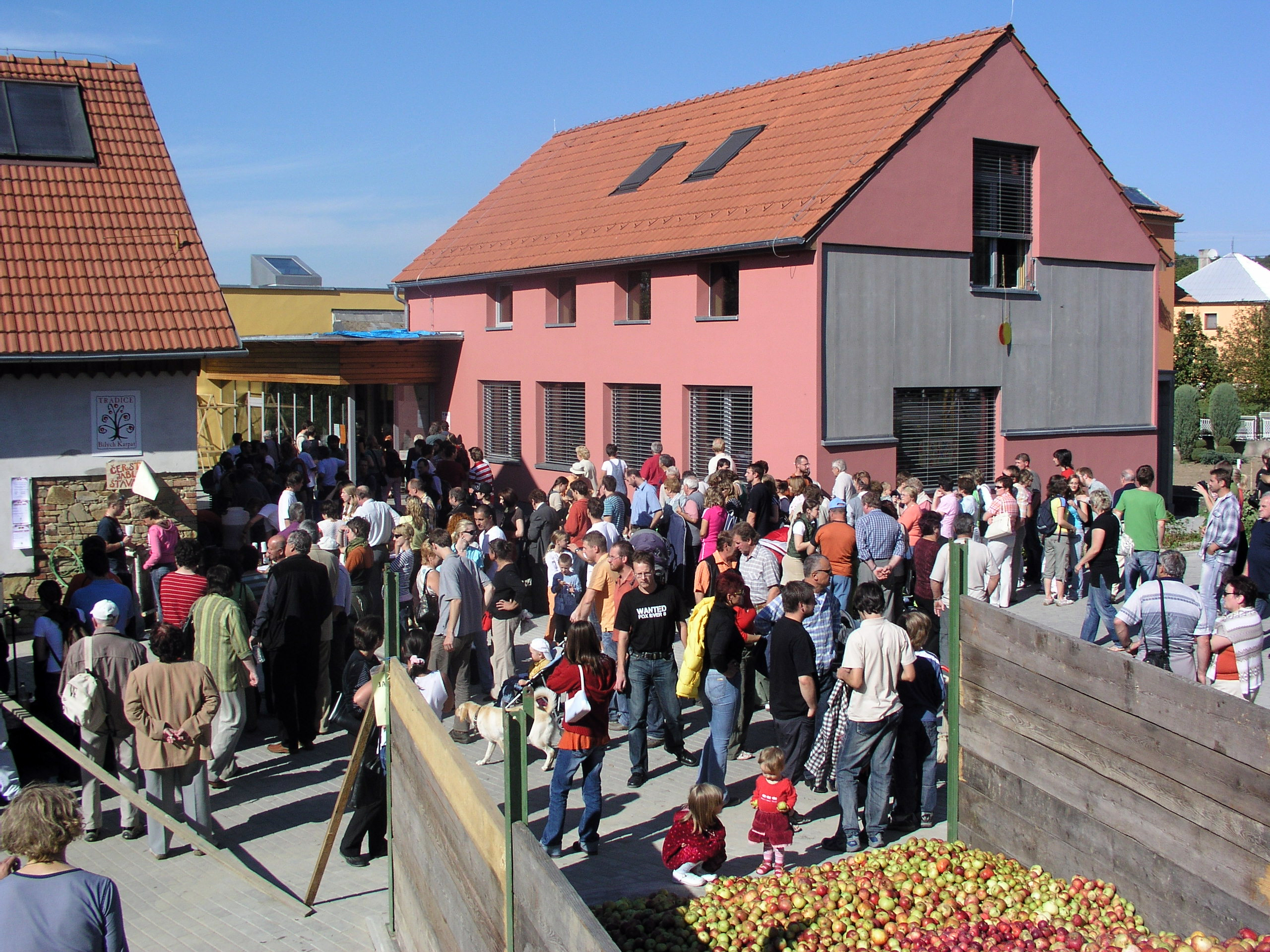
Jablečná slavnost
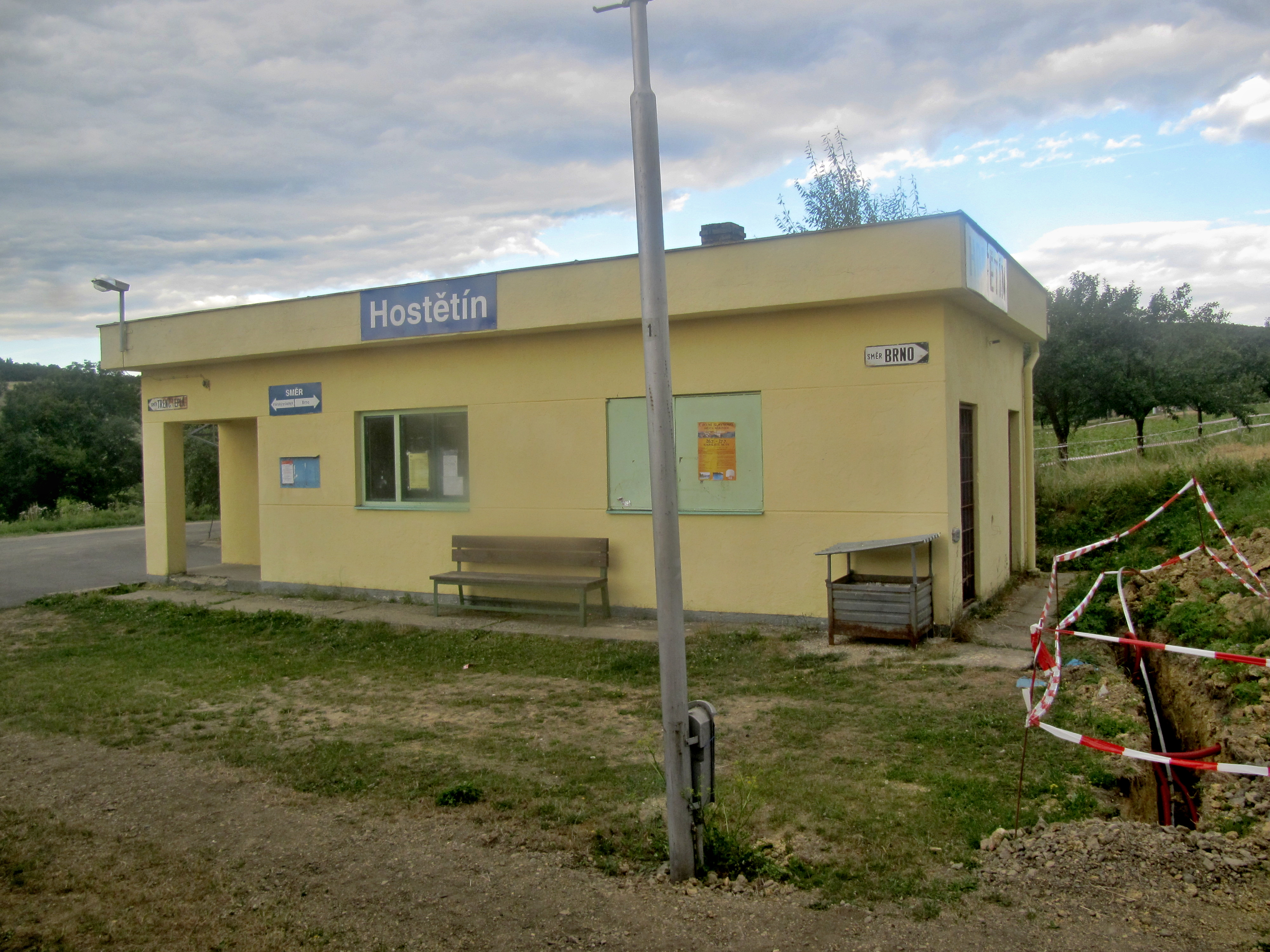
Železniční zastávka